# Rattenberg (Tirol)
Rattenberg (mundartlich [ˈʃtaːdl] ‚Städtlein‘) ist eine Stadt im Bezirk Kufstein, Tirol, Österreich. Mit 0,11 km² ist sie flächenmäßig die kleinste Gemeinde Österreichs und mit 462 Einwohnern (Stand 1. Jänner 2025) die kleinste Stadtgemeinde Österreichs. Rattenberg ist Sitz des Bezirksgerichtes im Gerichtsbezirk Rattenberg.

## Geografie
Die Stadt Rattenberg liegt zwischen rechtem Innufer und einer Burg im Tiroler Unterinntal. Die Gemeindefläche entspricht genau einem Viertel der Staatsfläche der Vatikanstadt.

### Gemeindegliederung
Rattenberg besteht aus einer einzigen gleichnamigen Katastralgemeinde bzw. Ortschaft.

### Nachbargemeinden
|          |                                             | Radfeld |
| Kramsach | Kompassrose, die auf Nachbargemeinden zeigt |         |
| Brixlegg |                                             |         |

## Geschichte

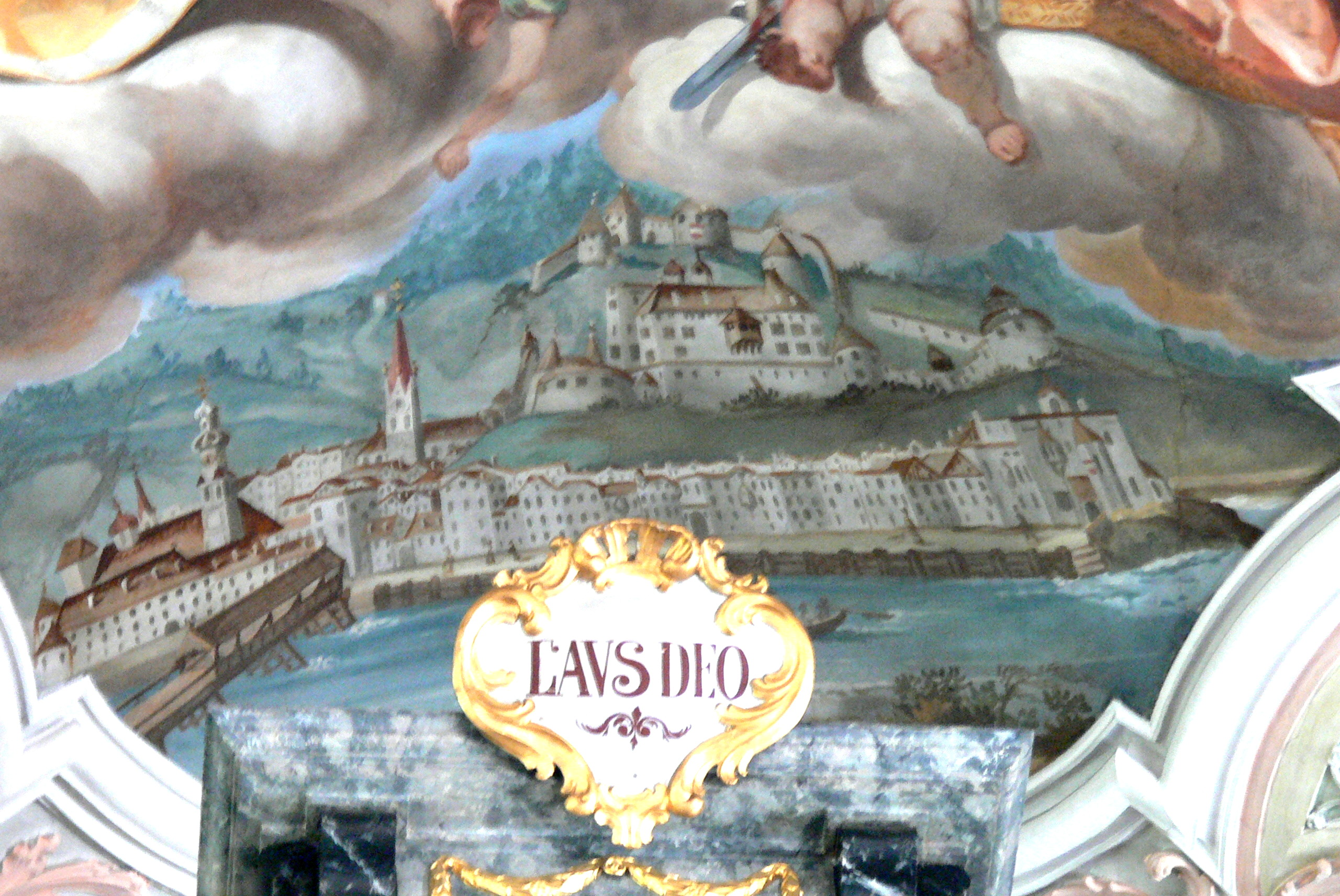
Rattenberg um 1737

Rattenberg liegt zwischen Fels und Inn am Fuß der Burgruine Rattenberg aus dem 10. Jahrhundert. Früher diente die Stadt als Umschlagplatz für Waren der Innschifffahrt und als Zollstelle an der Grenze zwischen Tirol und Bayern. Das historische Zentrum ist im Inn-Salzach-Stil erbaut und heute eine Fußgängerzone.
Urkundlich wurde Rattenberg erstmals im Jahr 1254 als Ratinberch genannt. Es kann eine Kurzform des Personennamens Radolt oder Ratpot zugrunde liegen – ein Name, der bei den Grafen von Andechs, die in dieser Gegend begütert waren, häufig vorkam. Es ist unsicher, ob sich ein im 12. Jh. bezeugtes Ratpotenberg auch auf diesen Ort bezieht. Im Jahr 1393 erfolgte die Erhebung zur bayrischen Stadt. Im Schutz der Burg entwickelte sich der Ort entlang der Straße zwischen Inn und dem Stadtberg. Eine Mauer und ein Graben im Osten schlossen den Ort ab. Die ostwärts führende Südtiroler Straße bildet als eine Art Stadtplatz das Zentrum. Nach Überschwemmungen wurde der Ort mehrfach erhöht.

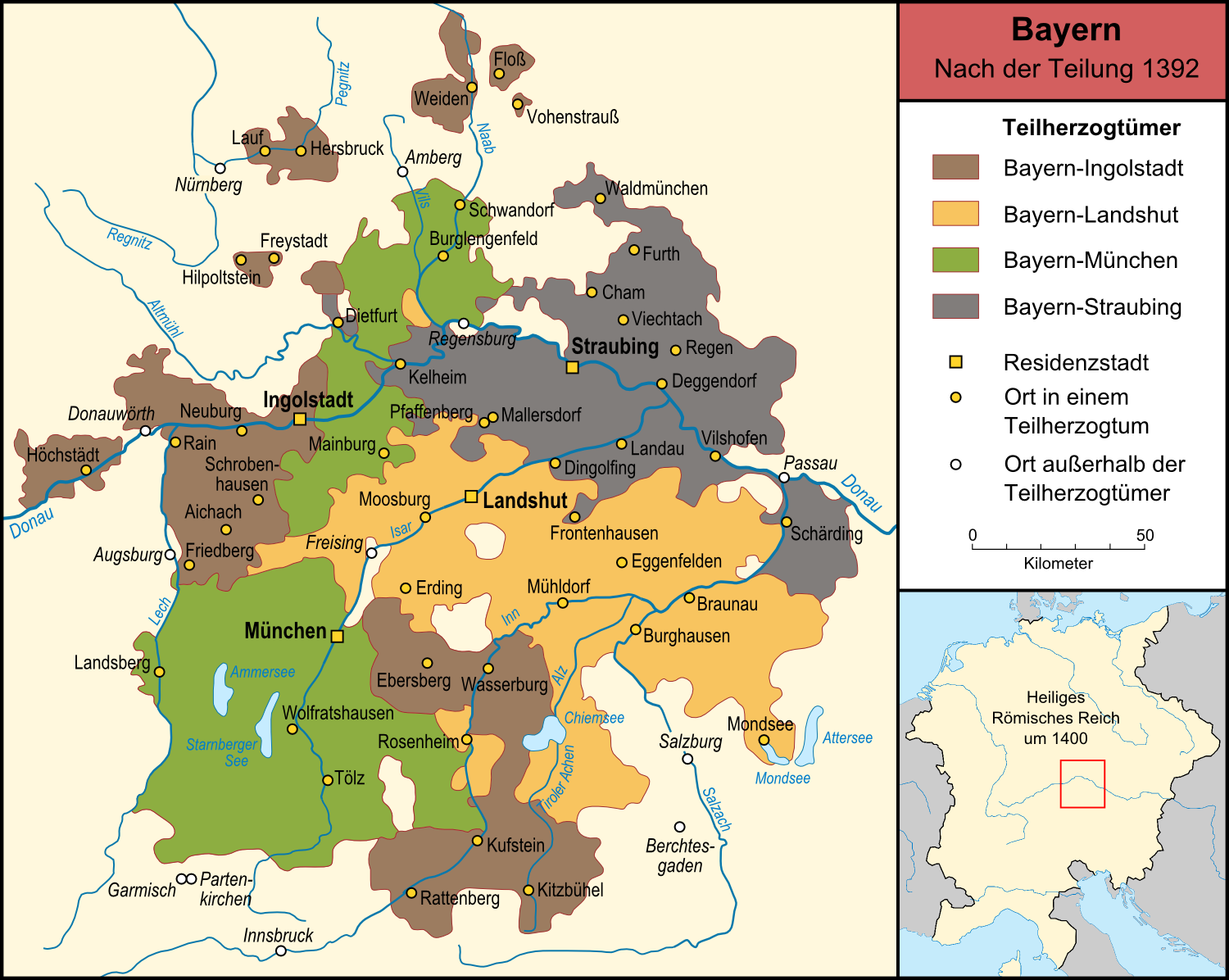
Die vier bayerischen Teilherzogtümer nach der Landesteilung von 1392

Rattenberg gehört wie das übrige Tirol östlich des Zillers (Zillertal) zur Erzdiözese Salzburg. Bis zum Landshuter Erbfolgekrieg war Rattenberg politisch Teil von Bayern. Im Jahr 1505 sicherte sich Maximilian I. mit dem Kölner Schiedsspruch, der den Krieg beendete, auf dem Verhandlungswege den Besitz der vormals zu Bayern-Ingolstadt und danach zu Bayern-Landshut gehörigen Städte Rattenberg, Kufstein und Kitzbühel samt Umgebung. Bis in das 19. Jahrhundert hinein galt in diesen Gebieten jedoch immer noch das Landrecht Kaiser Ludwigs des Bayern. Im Jahr 1514 erfolgte in Rattenberg noch die Erbeinigung des bayerischen Herzogs Wilhelm IV. mit seinem jüngeren Bruder.
Im Jahr 1805 kam ganz Tirol an Bayern und im Verlauf des Tiroler Volksaufstandes starb der bayerische Offizier Wilhelm von Metzen 1809 in Rattenberg in einem Aufsehen erregenden Vorfall durch Selbsttötung.
Im Jahr 2013 wurde das Stadtgebiet unter Ensembleschutz (Denkmalschutz) gestellt. Damit ist Rattenberg nach Hall das zweite Städteensemble in Tirol und das 30. in Österreich.

## Bevölkerungsentwicklung
EinwohnerJahr3004005006007008009001860189019201950198020102040EinwohnerEinwohnerentwicklung von Rattenberg

## Kultur und Sehenswürdigkeiten

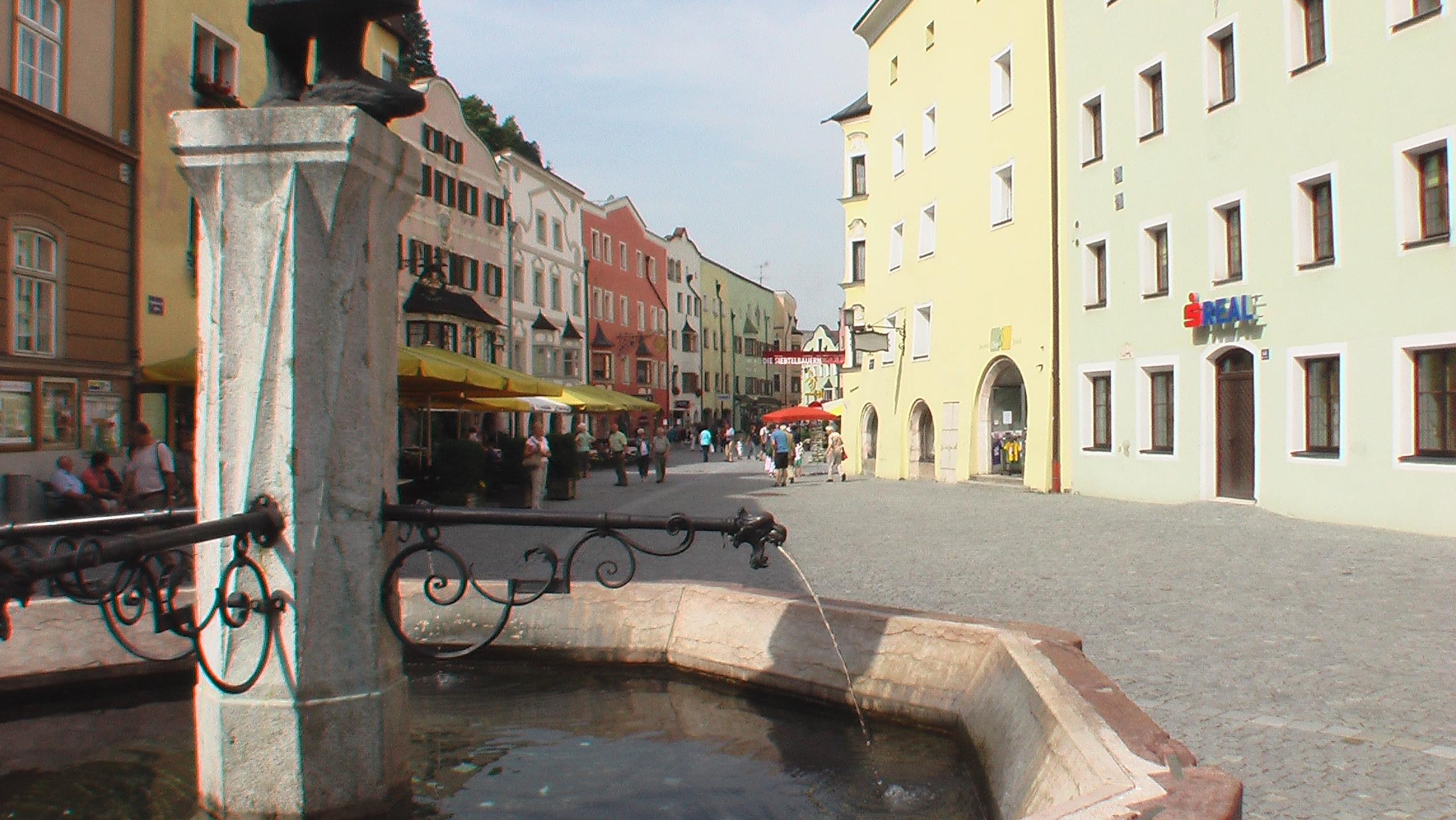
Südtirolerstraße mit Brunnen in Rattenberg

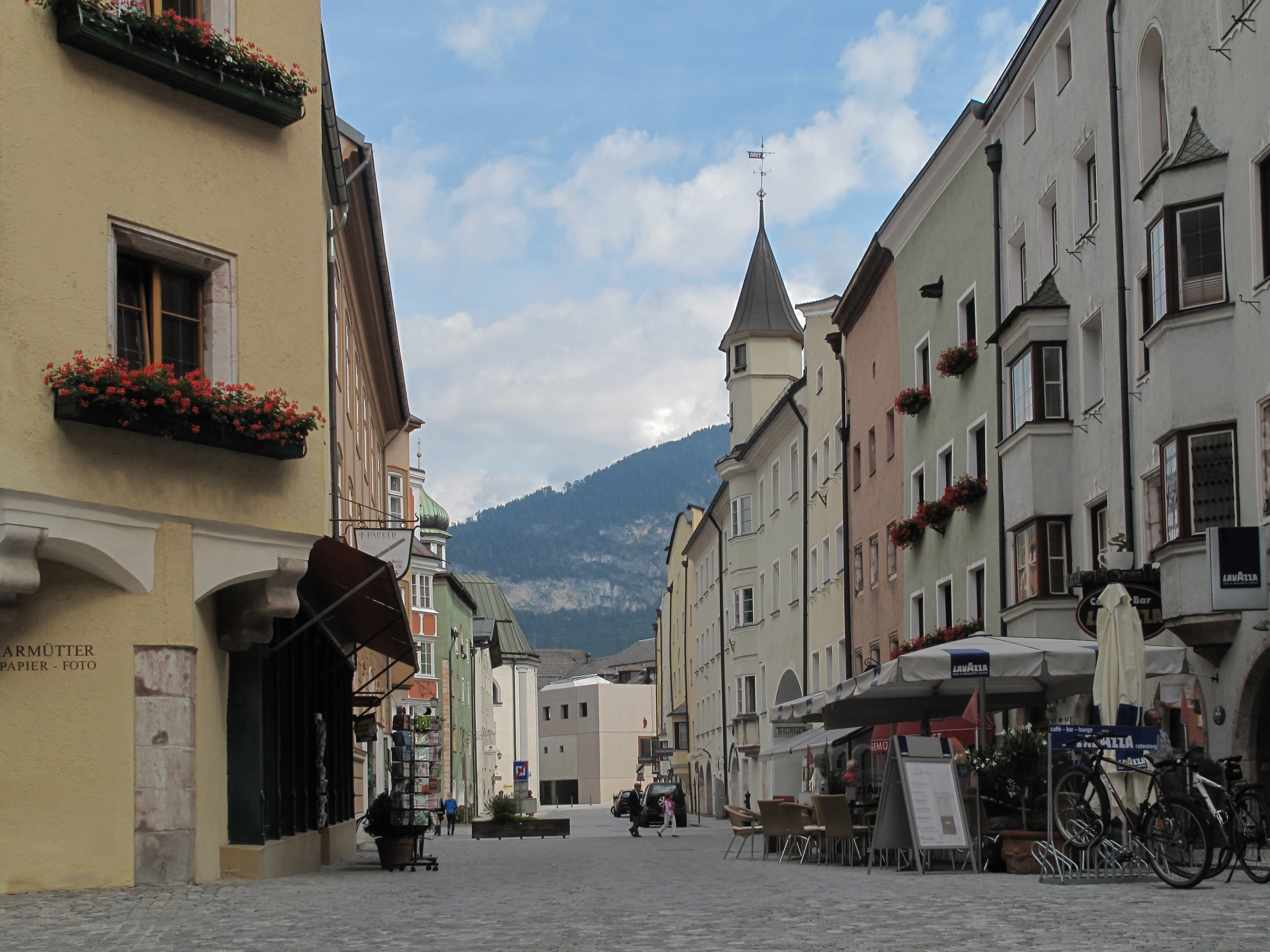
Bienerstraße-Hassauerstraße

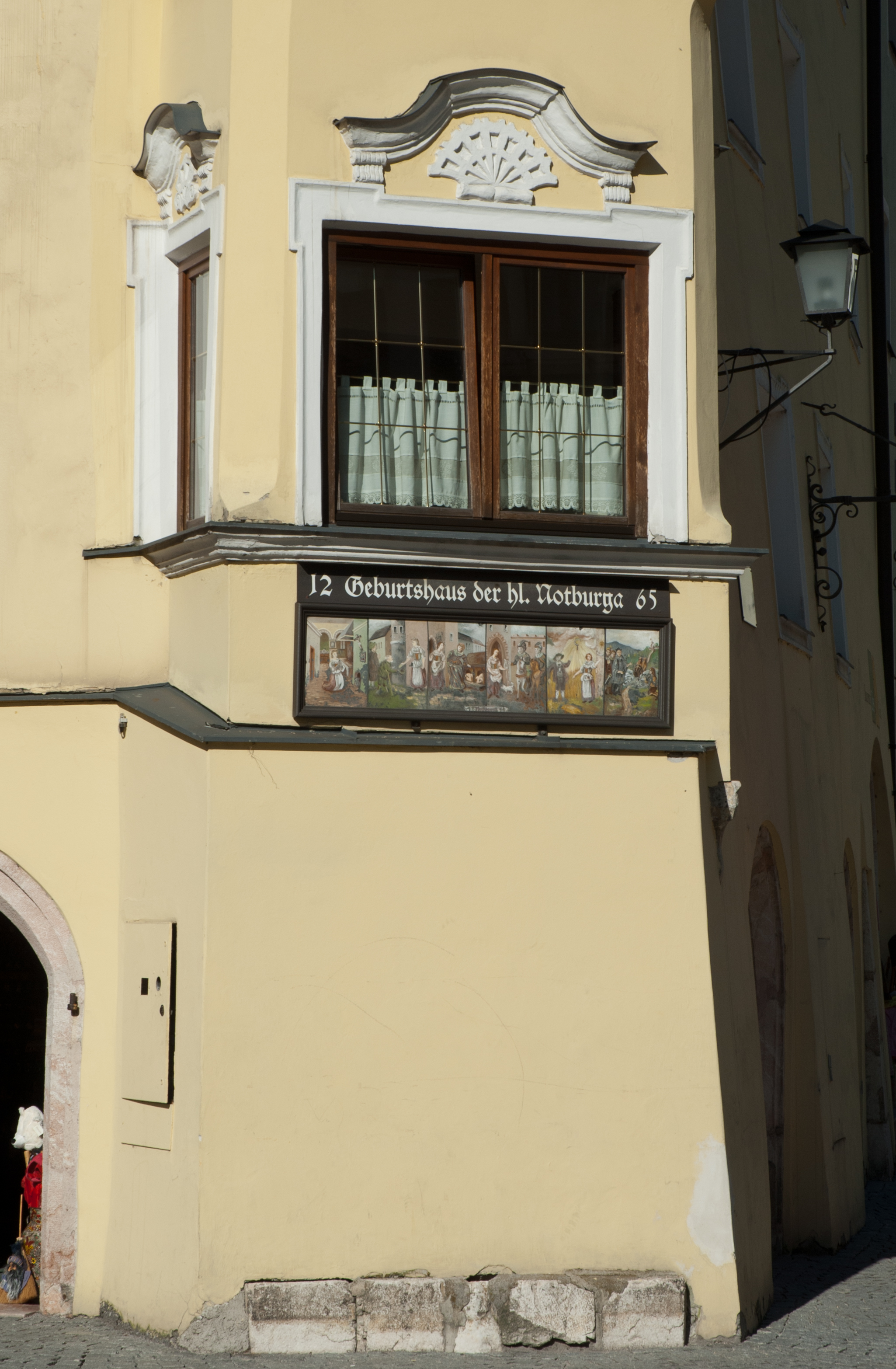
Notburgahaus

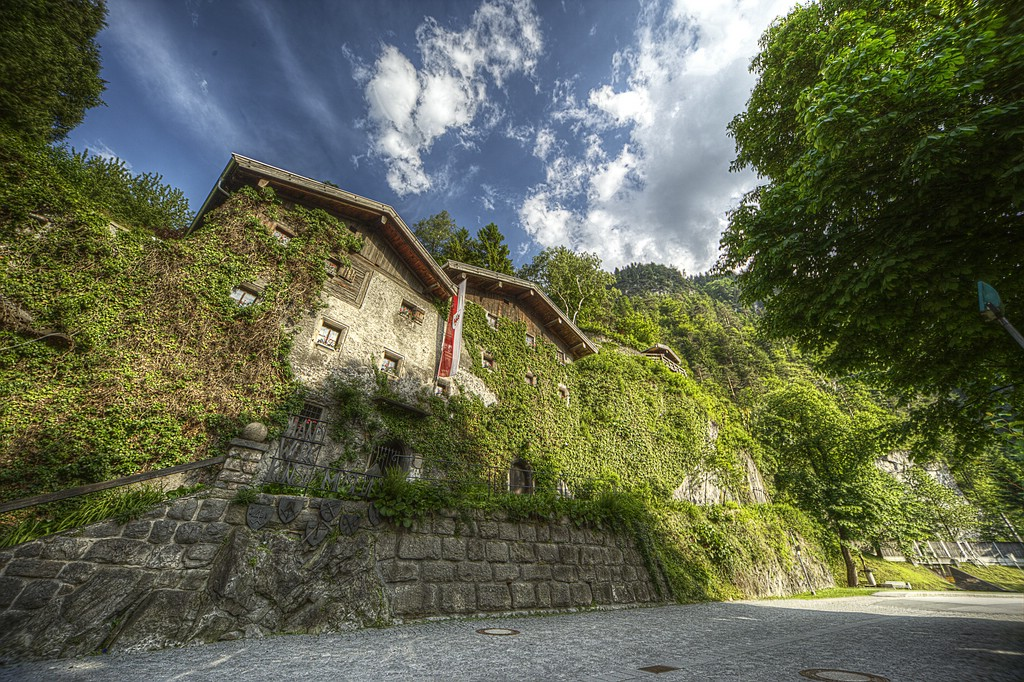
Nagelschmiedhäuser

Die Fassaden der Inn-Salzach-Bauweise sind in Rattenberg gut erhalten.
- Burgruine Rattenberg auf dem Schlossberg
- Katholische Pfarrkirche Rattenberg hl. Virgil
- Augustinermuseum Rattenberg: Im einstigen Augustiner-Eremiten-Kloster untergebracht zeigt es kirchliche Exponate aus dem Tiroler Unterland.
- Geburtshaus der Notburga von Rattenberg
- Es existiert ein Handwerkskunstmuseum in den Nagelschmiedhäusern, die seit 1148 existieren und damit zu den ältesten Häusern des Orts gehören.

Rattenberg liegt derart am angrenzenden Schlossberg, dass ein Teil der Stadt für etwa drei Monate im Winter im Schatten liegt. Das Bartenbach Lichtlabor hat ein Konzept erarbeitet, wodurch über zwei Spiegel der Altstadtteil mit Tageslicht versorgt werden sollte. Vorgesehen waren auf der Sonnenseite des Ortes ein selbstnachführender Heliostat mit 200 m², auf der Schlossbergseite mehrere feste Spiegel mit 400 m² Fläche – das Projekt wurde nicht umgesetzt.

## Wirtschaft und Infrastruktur
Rattenberg ist heute bekannt für seine glasverarbeitenden Betriebe und nennt sich daher „Glasstadt“. Der wichtigste Wirtschaftszweig ist der Tagestourismus. Im Sommer besuchen circa 3000 Gäste pro Tag die Stadt, die nur ein Hotel hat, mit Reisebussen und Privat-PKW. Nahezu die ganze Stadt ist Fußgängerzone.
In der Stadt gibt es keine Postfiliale und keine Polizeiinspektion, wohl aber das Bezirksgericht Rattenberg, das für die zwölf Gemeinden im Gerichtsbezirk Rattenberg zuständig ist.
Bedingt durch die Beengtheit der bebaubaren Fläche, die nur etwa die Hälfte der Stadtfläche ausmacht, sind mehrere Infrastruktureinrichtungen außerhalb der Stadtgrenzen: u. a. Kindergarten, Feuerwehr, Friedhof, Sportplatz, Bauhof, Recyclinghof, Bahnhaltestelle und mehrere große Parkplätze. Alle 93 nutzbaren Gebäude der Stadt sind in insgesamt sieben benannten Straßen fortlaufend (von 1–87 und 89–94) nummeriert.

### Verkehr
- Rattenberg ist über die Inntal Autobahn A 12 mit der Ausfahrt Kramsach (exit 32) erreichbar. Vor der Fertigstellung der Autobahn führte bis 4. August 1972 der gesamte Verkehr durch die Stadt. Die Tiroler Straße B 171 wurde erst Jahrzehnte später durch den Rattenbergtunnel (624 m) geführt und entlastet seither die Stadt vollkommen vom Durchzugsverkehr.
- Die Unterinntalbahn, die Rattenberg im Tunnel unterfährt, bedient mit der Haltestelle Rattenberg-Kramsach der S-Bahn Tirol die Stadt.

In der Nähe der Stadt befindet sich das Funkfeuer RTT einer internationalen Luftstraße.

### Veranstaltungen
Die größten regelmäßigen Veranstaltungen sind:
- Schlossbergspiele, jährlich von Anfang Juli bis Anfang August[6]
- Rattenberger Advent, jährlich freitags, samstags und sonntags im Advent[7]

## Politik

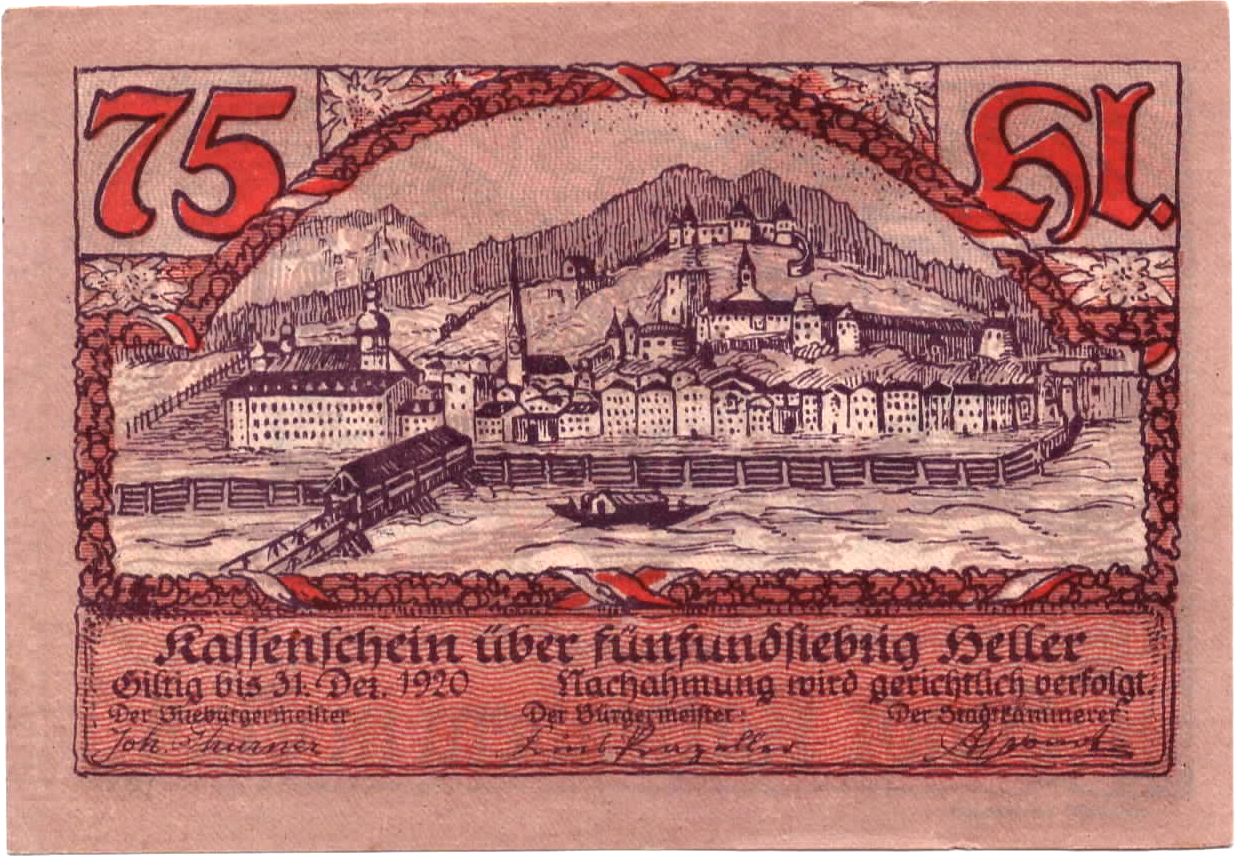
Rattenberg auf einem Notgeldschein von 1920

### Gemeinderat
Nach der Gemeinderatswahl am 28. Februar 2016 entfielen von den 11 Mandaten im Gemeinderat:
| Liste                                         | Stimmen | in %    | Mandate |
| --------------------------------------------- | ------- | ------- | ------- |
| „Für Rattenbergs Zukunft“ – Unabhängige Liste | 61      | 24,60 % | 3       |
| „FPÖ und Unabhängige Bürgerliste Rattenberg“  | 64      | 25,81 % | 3       |
| Alternatives Bürgerforum Rattenberg           | 48      | 19,35 % | 2       |
| Bürgermeisterliste Martin Götz (ÖVP)          | 75      | 30,24 % | 3       |

### Bürgermeister
- 1968–1998 Josef Handle (ÖVP)
- 1998–2014† Franz Wurzenrainer (ÖVP)
- 2014–2016 Martin Götz (ÖVP)
- seit 2016 Bernhard Freiberger (parteifrei)

Nach dem Tod des direkt gewählten ÖVP-Bürgermeisters Franz Wurzenrainer am 20. Mai 2014 übernahm Vizebürgermeister Martin Götz geschäftsführend das Amt. Bei der Gemeinderatswahl 2016 verlor er in der Stichwahl gegen den FPÖ-Kandidaten Bernhard Freiberger.
Bei der Bürgermeister-Direktwahl am 28. Februar 2016 traten drei Kandidaten an:
- Gernot Edenstrasser erhielt 50 Stimmen / 20,16 %
- Bernhard Freiberger erhielt 90 Stimmen / 36,29 %
- der amtierende Bürgermeister Martin Götz erhielt 108 Stimmen / 43,55 %

Bei der Stichwahl am 13. März wurde Bernhard Freiberger (FPÖ und Unabhängige Bürgerliste Rattenberg) mit 128 Stimmen (54,47 %) zum Bürgermeister gewählt.
Am 27. Februar 2022 wurde Freiberger, nunmehr nicht mehr als FPÖ-Kandidat, mit 58,11 % im Amt bestätigt.

### Wappen
Das Stadtwappen ist seit dem 14. Jahrhundert bekannt. Mit einem Rad auf einem Dreiberg symbolisiert es als redendes Wappen den (falsch gedeuteten) Ortsnamen.

## Persönlichkeiten
- Notburga von Rattenberg (um 1265–1313), Volksheilige
- Johannes Cuefner (auch Kufner, Kuefner u. a.), 1521 Lateinschulmeister in Rattenberg, Herausgeber medizinischer Werke, 1544 Arzt in Nördlingen
- Pilgram Marbeck (* um 1495; † Ende 1556 in Augsburg), bedeutender Täuferführer
- Leonhard Schiemer, Täuferbischof, wurde am 14. Jänner 1528 als Märtyrer hingerichtet, ebenso in den Jahren zwischen 1528 und 1540 weitere 70 Mitglieder der Rattenberger Täufergemeinde.
- Lambert Auer (* 1533; † 4. Mai 1573 in Rom), Jesuit, Prediger und Theologe, 1. Rektor des Jesuitenkollegs Mainz
- Wilhelm Biener (vor 1590–1651), wurde am 17. Juli 1651 in Rattenberg hingerichtet, Jurist und Tiroler Kanzler
- Alois Sandbichler OESA (1751–1820), katholischer Theologe, Berater Michael Haydns
- Ulrich Endholzer OESA (1751–1790) Komponist in Salzburg-Mülln
- Wilhelm von Metzen (1766–1809), hoher Offizier der Bayerischen Armee, erschoss sich in Rattenberg und wurde dort beigesetzt
- Emil Schennich (1884–1928), Komponist, 1918–1928 Musikdirektor in Innsbruck
- Anton Azwanger (1887–1949), Lehrer, Politiker (SPÖ), Abgeordneter zum Oberösterreichischen Landtag und Landesrat
- Werner Lindinger (1944–2001), Physiker